# Lazar Liusternik
Lazar Liusternik (rus: Лазарь Аронович Люстерник)  (Zduńska Wola, 31 de desembre de 1899 - Moscou, 22 de juliol de 1981) va ser un matemàtic soviètic.
Lyusternik va estudiar matemàtiques des de 1921 fons a 1926 a la universitat Estatal de Moscou, on va ser alumne de Nikolai Luzin i va formar part del grup dels seus deixebles, conegut com Luzitània. El 1930 es va convertir en un dels iniciadors de l'afer Egorov i després en un dels participants en la notòria persecució política que va patir el seu professor Nikolai Luzin conegut com a cas Luzin. Excepte un parell de cursos (1928-1930) en que va ser professor de la universitat de Nijni Nóvgorod, va estar sempre vinculat a la universitat de Moscou, fins a la seva jubilació.
Lyusternik va ser famós pels seus treballs en topologia i geometria diferencial, als quals va aplicar el principi variacional. La teoria que va introduir, juntament amb Lev Schnirelmann, va demostrar una conjectura d'Henri Poincaré de que cada cos convex en 3 dimensions té almenys tres geodèsiques tancades. La teoria de Lyusternik-Schnirelmann, com es diu ara, es basa en els treballs anteriors de Poincaré, George Birkhoff i Marston Morse. Ha comportat nombrosos avenços en geometria diferencial i topologia. Per aquesta obra, Lyusternik va rebre el premi Stalin el 1946.
A més del seu talent matemàtic, tenia un bon domini de la paraula i era un excel·lent narrador, autor d’interessants memòries sobre la joventut de l'escola matemàtica de Moscou i autor també d'epigrames, poemes i faules.